# Jirón del humor
Jirón del humor fue un programa humorístico peruano, que marcó el regreso de los cómicos ambulantes a la televisión peruana. Fue emitido por la televisora Latina Televisión entre el 15 de abril de 2023 hasta su cancelación el 28 de octubre de ese año, debido a la baja audiencia, siendo dirigido y producido por Alfredo González Chirinos y Javier Chong Juárez.
Además de ello, también marcó el debut del humorista Chino Risas en un programa propio, siendo él como personaje principal del espacio.[cita requerida] Rodolfo Carrión «Felpudini» se convirtió en el director artístico del espacio, contando con Alfredo Gonzáles Chirinos como guionista y productor general del programa.[cita requerida]

## Historia

### Antecedentes
Anteriormente, en el año 1999 el canal peruano Latina Televisión (entonces llamado como Frecuencia Latina) lanzó el programa de humor El show de los cómicos ambulantes, con la participación del colectivo de humoristas homónimo hasta el año siguiente y compitieron contra su competencia Los ambulantes de la risa de Panamericana.
Tras la cancelación de ambos espacios, algunos cómicos ambulantes regresaron a las calles de Lima y otros participaron en diferentes programas cómicos como Risas de América, El especial del humor y El reventonazo de la chola entre 2000 y 2022, siendo en esta última en emisión.[cita requerida]

### Anuncio
A finales de 2022, el asesor de contenido de programación del canal Latina, Luis Guillermo Camacho, padre de la periodista Manuela Camacho,  anunció un nuevo proyecto humorístico marcando el regreso de los cómicos ambulantes a la televisión peruana tras veintidós años de ausencia.
No fue hasta febrero del año 2023 cuando presentó el primer piloto que contaría con la presencia del cómico ambulante Alcy Nivin «Chino Risas» incluyendo las voces de algunos actores cómicos como María Victoria Santana, quien inicialmente iba a ser la integrante del espacio, la cual finalmente descartó su incorporación. Según la entrevista para el programa televisivo Préndete, el avance fue grabado el año anterior al lado de la bailarina Dorita Orbegoso, quien fue presentada de manera oficial en marzo de 2023 como la única integrante mujer del elenco tras la salida de Santana, junto a los comediantes Michael «Pato» Ovalle y José Luis Cachay como los primeros integrantes.
En marzo, lanza la segunda promoción con Chino Risas, Ovalle y Cachay a la cabeza, sumándose los cómicos ambulantes Yerson Espinoza «Chanchito Jr.», Luis Campos «Jhonny Carpincho» y Víctor Astete «el cholo Víctor», quienes lo acompañarían en la elaboración del programa que sería titulado como Jirón del humor, un nombre relativo a las calles de la capital peruana. Inicialmente, el proyecto se iba a estrenar ese mes, sin embargo se postergó para abril, debido a que se estaba formando poco a poco el grupo.[cita requerida] Tras anunciarse la fecha de estreno, Chino Risas agregó al elenco a su grupo cómico Los Especiales, conformado por Luis Alberto Muñoz «el Mostrito de la Risa», Juan Salvatierra «el cholo Juan», Ricardo Ibarra «Gordita Sexy», Miguel Palco «Miguelito Drums» y Neyser Usado «Marcianito».[cita requerida]

### Estreno y desarrollo del espacio
Jirón del humor fue estrenado de manera oficial el 15 de abril de 2023 por la señal del canal Latina Televisión en el horario inicial de las 8:30 p. m., con Alfredo González Chirinos y Javier Chong Juárez en la producción y dirección general, así como Jaime Ayerbe en los guiones.[cita requerida]  El espacio compitió contra los derivados El reventonazo de la chola de América Televisión, JB en ATV de ATV y el espacio web La casa de la comedia, iniciándose con «El velorio de Cachay» como primer sketch.
Semanas después del estreno, el espacio anunció la invitación de otros artistas y se presentaron algunos personajes como el actor Miguel Vergara, las cantantes Yarita Lizeth, Brunella Torpoco, Kate Candela, la vocalista de la banda musical Son Tentación Paula Arias, los comediantes Carlos Álvarez (en su personaje del «Padre Maritín»), Miguel Barraza, Pablo Villanueva «Melcochita» y la exvedette Susy Díaz. Jirón del humor aprovechó la fama de la retransmisión de la desaparecida serie de televisión cómica Pataclaun, realizando una parodia del programa finalizado siendo titulada bajo el nombre de Jironclaun. Se empleó a los personajes ficticios y animados como Barney del show infantil televisivo Barney y sus amigos, Iron Man del multiverso Marvel, «la Chilindrina» de la comedia mexicana El Chavo, «el Sheriff Woody» de la secuela Toy Story, Peppa Pig de la serie homónima, la muñeca Barbie y Pikachú del anime Pokemón para el segmento titulado «Jirón Toy» o también como «La Juguetería».
Además, parodió el campeonato callejero peruano Mundialito de El Porvenir lanzando la secuencia titulada «el Mundialito de Jirón» con el mismo formato del original, incluyendo la de la película La Sirenita de la compañía Disney, siendo nombrado como «La Sisternita», con Gordita Sexy quién asume el papel. Agregó el sketch «El bar del tío Chapita» con Ovalle quién haría el papel del personaje mencionado.
Debido a la transmisión del programa concurso culinario El gran chef famosos, Jirón del humor trasladó su horario a las 10:00 p. m. a partir del 24 de junio de 2023, además de aprovechar la fama del dicho espacio lanzando su parodia El gran chef sin famosos con el formato original. Adicionalmente, aprovecharon la fama de la retransmisión de la telenovela Pasión de gavilanes para recrear la parodia bajo el nombre de Pasión de animales. En los últimos meses de emisión, añadió la secuencia Jirón, casos de la vida real basado en el extinto programa mexicano Mujer, casos de la vida real.

### Cancelación
Tras siete meses al aire, Jirón del humor fue cancelado el 28 de octubre de 2023, teniendo como último sketch El bar del tío Chapita, contando con la invitación de Juan Barbieri, imitador del fallecido cantante Arturo «Zambo» Cavero.
Los integrantes del elenco Michael Ovalle y Jhonny Carpincho señalaron que la falta de auspiciadores y la baja audiencia fueron la causa del final del programa cómico. Por otro lado, Cachay afirmó que Jirón del humor iba a ser un fracaso desde el principio, al reconocer la ausencia de la comedia original dentro del programa. La presentadora de espectáculos Magaly Medina señala que el humor blanco afectó a los cómicos ambulantes en general, comentando que los «blanqueron tanto que no funcionó».
En diciembre de 2023, a dos meses de cancelado, la bailarina Dorita Orbegoso afirmó en su entrevista para el programa web del actor cómico Carlos Vílchez que Jirón del humor se canceló debido a que los dueños del canal Latina no quiso ayudar al elenco con el tema de auspiciadores y el cambio de horario perjudicó al programa, con lo que generó una serie de impedimentos para considerarse rentable.

## Sketchsprincipales

### El guapo del barrio
En agosto de 2023, el programa lanza el sketch El guapo del barrio, basado en la secuencia Los pícaros del antiguo programa cómico Risas y salsa. La historia tiene como protagonistas a tres personajes: «el Guapo» y sus asistentes «el Huaco» y «el Guacala», quienes estaban vestidos de raperos.[cita requerida] Los personajes están inspirados en los originales Manolo (interpretado por Adolfo Chuiman) y Machucao (por Elmer Alfaro).
El guapo del barrio se centra en la vida cotidiana de la sociedad peruana, en la que «el Guapo» (Chino Risas), «el Huaco» (Marcianito) y «el Guacala» (El Mostrito de la Risa), este último  acompañado su cuaderno de apuntes, van a diferentes sitios de la ciudad (específicamente en mercados y ferias) para realizar los mandados. Además, el Guapo le hace acordar a sus asistentes diciéndole que están con él y tienen que aprender de su maestro, con el objetivo de ir a una tienda para llevar las encomiendas.

- El Guapo: «Dime, ¿quién soy yo?»
- Huaco y Guacala: «El Guapo»
- El Guapo: «¿Con quién están?»
- Huaco y Guacala: «Con el Guapo»
- El Guapo: «¿Quién eres tú?»
- El Huaco: «El Huaco»
- El Guapo: ¿y tú?
- El Guacala: «El Guacala»

Tras el aprendizaje, Huaco y Guacala van a todas las tiendas por el encargo del Guapo, en las que finalmente, salen golpeados hasta con jalones de cabello por el vendedor haciéndoles acordar que no regala gratis y deben pagar la cuenta.[cita requerida] Debido a lo sucedido, ambos salen llorado y el Guapo estaba decepcionado de ellos, porque no aprendieron nada de sus maniobras, y los enseña de nuevo.[cita requerida] El Guapo va a la tienda pero esta vez golpeando y amenazando al vendedor diciendo que este es su lugar y él es el que manda. El vendedor regala todos los productos al Guapo gratis y este último realizó la clásica pregunta «¿Quién soy yo?».[cita requerida] Terminando las compras, el Guapo sería sorprendido por su esposa (Dorita Orbegoso) quién descubrió que lo que estaba haciendo con sus asistentes, diciéndole que ya hizo las compras para el almuerzo, además de hacerle la misma pregunta del «¿Quién soy yo?» y le pidió que vaya a su casa, mientras que sus asistentes se ríen del Guapo, que sin duda era un «hombre pisado».
En algunas ocasiones, su esposa coquetea con el vendedor sin que se diera cuenta el Guapo.[cita requerida] El Guapo mientras hace hora con sus asistentes, se le aparece la esposa amargada con él.[cita requerida]

### La tóxica
Tras el estreno del programa, se lanzó el sketch La tóxica, que marcaría el regreso de los personajes de «La Bibi y el Jhonny» a la televisión peruana.[cita requerida] Tras el fallecimiento del comediante Miguel Ángel Campos, quien interpretaba a Bibi Wantan en el año 2020 producto del COVID-19, Chino Risas asumió el personaje bajo el nombre del «Clon de La Bibi» para diferenciar al personaje del fallecido humorista, mientras que Luis Campos se mantiene en el rol de Jhonny Carpincho.
La tóxica se centra entre una pareja ya separada debido a sus problemas conyugales. Jhonny Carpincho invita a salir a otra mujer al restaurante, y en algunas ocasiones a la sala de cine, contando que no soporta a su expareja Bibi Wantan por ser celosa. De un momento a otro, aparece la Bibi quién descubre a su aún pareja que la está engañando, metiéndose en varios problemas.

### China en acción
En julio de 2023, se lanzó la secuencia China en acción, basado en el formato talk show, que viene ser un programa de televisión ficticio.
China es una conductora de televisión que llama la atención a su equipo de productores y encargados de la limpieza por no estar completo la escenografía. Antes de iniciar las grabaciones al aire, le pidieron guardar la compostura.
Se dio el inicio del programa, en el cual China invita a diferentes celebridades de la farándula peruana, a través de las imitaciones por parte de los comediantes del elenco.

## Controversias

### Regreso en plena crisis política
Tras anunciarse el proyecto, según en algunos comentarios por parte de los televidentes en redes sociales, el retorno de los cómicos ambulantes a la televisión peruana fue utilizado como «cortina de humo» debido a la crisis política durante el gobierno de la mandataria Dina Boluarte en los años 2022 y 2023 con el objetivo de distracción para olvidar la verdad de los hechos,[cita requerida] lo repetido de a finales de los años 1990 con el gobierno del expresidente Alberto Fujimori por casos de corrupción.

### Estilo cómico
El comediante y actor Tulio Loza afirmó que los cómicos ambulantes son «chabacanos» ya que ellos emplean lenguajes inapropiados a sus monólogos y chistes en las calles de Lima, afirmando que deberían cuidar su imagen en la televisión. Por otro lado, los humoristas Carlos Álvarez y Pablo Villanueva «Melcochita» defendieron al elenco de Jirón del humor, respaldando el éxito del formato. El actor cómico y humorista Enrique Espejo «Yuca» también declaró sobre el tema, la cual aconsejó al elenco que deberían emplear lenguajes acordes en el programa. Por otro lado, el excómico ambulante y actor Ubaldo Huamán «el cholo Cirilo» afirmó sobre el estilo de humor de sus excolegas, señalando que «ponerse falda y sostén» no es hacer reír al público.
En plena emisión de su propio programa Magaly TV, la firme en junio de 2023, la presentadora de espectáculos Magaly Medina mostró una indignación en contra de Jirón del humor tildándolo como «humor grotesco» ya el dicho espacio ha empleado palabras de doble sentido en una de sus secuencias. Esto se dio cuando la integrante del elenco Dorita Orbegoso pasó un momento incómodo durante las grabaciones del show peruano.

### Rechazo y respaldo del público
Durante el estreno del espacio humorístico, tuvo una división de críticas, especialmente la del cómico Kike Suero, quién también estaba en negociaciones de un nuevo programa de comedia para competir contra Jirón del humor. Rodolfo Carrión «Felpudini», director artístico del espacio, señaló en el portal Trome que los integrantes del programa «han evolucionado con su técnica, hay que ser más empáticos con todo eso».
Trascurriendo las semanas de emisión, fue invitado el cómico ambulante José Luis Mendoza «Mayimbú», pese a las críticas negativas por su presencia, pidiéndose así su posible retiro.
Además, Jirón del humor también fue criticado por no tener un buen recibimiento por una parte del público siendo tildado como «aburrido total», ya que los cómicos ambulantes perdieron su estilo de humor en el programa y el rechazo desde el día de su estreno. También, se dio conocer que Jirón del humor utilizaba la estrategia de «vestir de mujer» a los integrantes del elenco para divertir a la gente.
Por otro lado, algunos televidentes mostraron su apoyo al dicho espacio, sugiriéndole ideas nuevas, ya que los cómicos ambulantes «están mejorando» en sus secuencias.

## Elenco

### Principales
- Alcy Nivin «Chino Risas»: Humorista e imitador peruano, miembro del colectivo peruano Cómicos ambulantes y de su elenco «Chino Risas y los Especiales», que inició su carrera como artista de circo. Tuvo su primera aparición televisiva en 2000 con el fenecido programa de comedia Los cómicos de la calle al lado de Ubaldo Huamán «el cholo Cirilo» y Marco Alfredo Vidal «el poeta de la calle» sin éxito.[cita requerida]
- José Luis Cachay:[13] Excómico ambulante, integrante del desaparecido espacio humorístico Los ambulantes de la risa, la cual compartió segmentos junto a Kike Suero y Danny Rosales entre 1999 y 2000, además de haber participado en otros programas como personalidad televisiva.
- Michael «Pato» Ovalle:[65] Destacado humorista y locutor de radio, que inició su carrera como parte del show infantil Hola Yola en 1986 y participó en los fenecidos espacios Risas de América y Recargados.
- Dorita Orbegoso:[10] Bailarina, modelo y actriz cómica peruana que tuvo apariciones en programas cómicos como Astros de la risa y Recargados. Fue participante de los fenecidos realitys show Bienvenida la tarde y Combate.
- Luis Campos «Jhonny Carpincho/el Jhonny»: Conocido cómico ambulante, exmiembro del desaparecido programa El show de los cómicos ambulantes y hermano del fallecido humorista Miguel Ángel Campos «Bibi Wantan», con quién conformó el dúo cómico «La Bibi y el Jhonny» y tuvo breves participaciones junto a éste en los programas Los reyes del playback y Fábrica de sueños.[cita requerida]
- Juan Salvatierra «el cholo Juan»: Otro destacado cómico ambulante, que tuvo su primera aparición televisiva en el programa Trampolín a la fama y participó junto a otros humoristas en El show de los cómicos ambulantes entre 1999 y 2000.[cita requerida]
- Luis Alberto Muñoz «el Mostrito de la Risa»: Cómico ambulante, miembro del elenco del Chino Risas y concursó en el «Primer Campeonato» de los cómicos ambulantes, dirigido por Christian Ysla en 2016.[cita requerida]
- Yersson Espinoza «Chanchito Jr.»: Cómico ambulante, hijo del fallecido humorista Raúl Espinoza «Care Chancho», que con éste proyecto marcaría su debut televisivo.[cita requerida]
- Ricardo Ibarra «Gordita Sexy»: Cómico ambulante, uno de los miembros del elenco del humorista peruano Chino Risas.[cita requerida]
- Neyser Usado «Marcianito»: Otro cómico ambulante, miembro del elenco de «Chino Risas y los Especiales».[cita requerida]
- Miguel Palco «Miguelito Drums»: También cómico ambulante, quien conforma el elenco de Chino Risas.[cita requerida]
- Víctor Astete «el cholo Víctor/cholito Víctor Internacional»: Cómico ambulante de gran trayectoria.[cita requerida]

### Invitados especiales
- Miguel Barraza[24]
- Pablo Villanueva «Melcochita»[25]
- Miguel Vergara Flores
- Kunno
- Carlos «Tomate» Barraza
- Yahaira Plasencia
- Juan «Zambo» Barbieri
- Romina Gachoy
- Susy Díaz[26]
- Bettina Oneto
- Bryan Arámbulo[66]
- Carlos Álvarez[23]
- Cindy Marino
- Christian Wagner
- Brunella Torpoco[20]
- Leysi Suárez[67]
- Génesis Tapia
- Martín Fort
- Marco Stefano «Lucky»[68]
- Jessy Kate[69]
- Jonatan Rojas[70]
- Flor Polo[26]
- Alan Castillo «Robotín»[26]
- Milena Zárate
- José Luis Mendoza «Mayimbú»[63]
- Karelys Molina «Robotika»
- Combinación de La Habana[31]
- Néstor Villanueva[26]
- Susan Cristán «la Puca»[71][70]
- Kate Candela[21]
- Paula Arias[21]
- Yarita Lizeth[19]
- Antonio Pavón[72]